# Perleberg
Perleberg är en stad i Tyskland och huvudort i länet Prignitz i förbundslandet Brandenburg, belägen ungefär 130 km nordväst om Berlin. Staden grundades 1239.

## Geografi

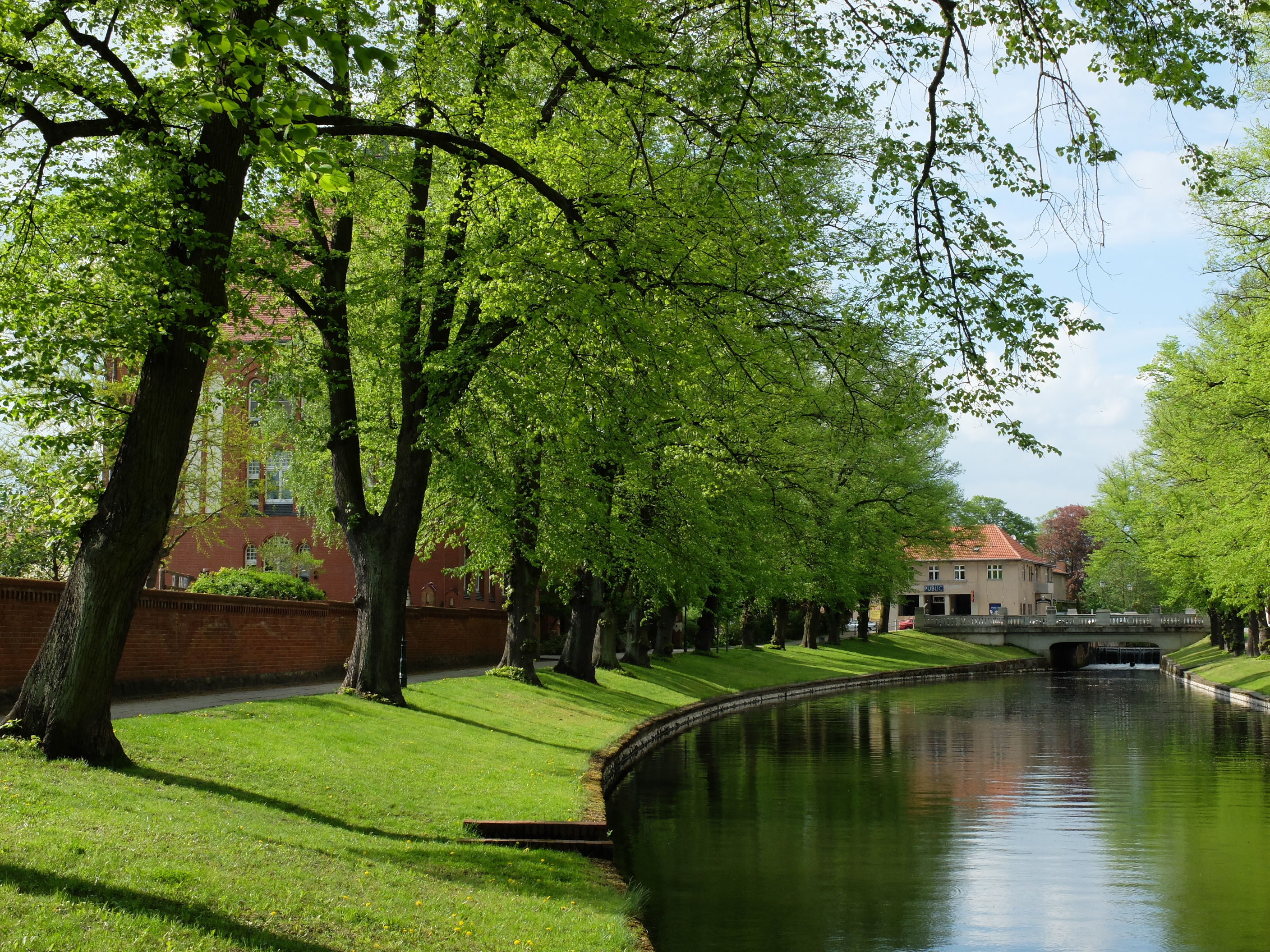
Floden Stepenitz i Perleberg

Perleberg ligger i det historiska landskapet Prignitz vid floden Stepenitz, en biflod till Elbe. Den gamla stadskärnan ligger på en större ö som bildats av sandavlagringar mellan två armar av floden Stepenitz. Söder om staden ligger naturområdet Perleberger Heide, ett sandigt och till stor del barrskogsbeväxt område. De närmaste grannstäderna är Wittenberge åt sydväst, Pritzwalk åt nordost och Bad Wilsnack åt sydost. Befolkningen är huvudsakligen koncentrerad till Perlebergs tätort.

### Administrativ indelning
Perleberg är en självadministrerande stadskommun och säte för länet Landkreis Prignitz förvaltning. Administrativt indelas kommunen i följande kommundelar (Ortsteile):
| Ortsteil              | Invånare (2011) | Yta (km²) |
| Perlebergs stadskärna | 10 452          | 44,15     |
| Dergenthin            | 263             | 17,83     |
| Düpow                 | 355             | 8,32      |
| Gramzow               | 40              | 3,27      |
| Gross Buchholz        | 129             | 6,32      |
| Gross Linde           | 45              | 4,40      |
| Lübzow                | 121             | 5,67      |
| Quitzow               | 310             | 11,46     |
| Rosenhagen            | 113             | 8,17      |
| Schönfeld             | 112             | 5,29      |
| Spiegelhagen          | 138             | 7,31      |
| Sükow                 | 185             | 9,99      |
| Wüsten-Buchholz       | 107             | 5,65      |
| Sammanlagt            | 12 370          | 137,82    |

## Historia
Enligt upphittade fornlämningar är landskapet Prignitz bebott sedan 3000 år eller längre. I början hade slaver ett samhälle på platsen där Perleberg idag ligger. Under medeltiden koloniserade tyskar regionen. Orten grundades av adelssläkten Gans zu Putlitz och 1239 fick Perleberg stadsrättigheter. På grund av stadens gynnsamma läge vid flera handelsvägar blev den betydlig större. Denna utveckling stannade abrupt under trettioåriga kriget. Staden plundrades flera gånger och efter kriget fanns av Perlebergs cirka 3 000 invånare bara 300 kvar.
Staden återhämtade sig långsamt men när den var en del av kungariket Brandenburg-Preussen fick ortens invånare betala höga skatter. Dessutom stationerades ett regemente i staden.

## Befolkning
- Befolkningsutveckling sedan 1875 inom nuvarande kommungränser.
- Aktuella befolkningsutveckling (blå linje) och prognoser.

| År   | Invånare |
| ---- | -------- |
| 1875 | 10 311   |
| 1890 | 10 013   |
| 1910 | 12 161   |
| 1925 | 12 882   |
| 1933 | 13 686   |
| 1939 | 14 845   |
| 1946 | 17 461   |
| 1950 | 17 414   |
| 1964 | 15 983   |
| 1971 | 16 193   |

| År   | Invånare |
| ---- | -------- |
| 1981 | 16 078   |
| 1985 | 15 736   |
| 1989 | 15 445   |
| 1990 | 15 032   |
| 1991 | 14 566   |
| 1992 | 14 614   |
| 1993 | 14 681   |
| 1994 | 14 692   |
| 1995 | 14 596   |
| 1996 | 14 683   |

| År   | Invånare |
| ---- | -------- |
| 1997 | 14 141   |
| 1998 | 14 126   |
| 1999 | 14 047   |
| 2000 | 13 907   |
| 2001 | 13 720   |
| 2002 | 13 606   |
| 2003 | 13 354   |
| 2004 | 13 303   |
| 2005 | 13 094   |
| 2006 | 13 029   |

| År   | Invånare |
| ---- | -------- |
| 2007 | 12 689   |
| 2008 | 12 474   |
| 2009 | 12 450   |
| 2010 | 12 332   |
| 2011 | 12 169   |
| 2012 | 12 059   |
| 2013 | 12 046   |
| 2014 | 12 087   |
| 2015 | 12 204   |
| 2016 | 12 367   |

| År   | Invånare |
| ---- | -------- |
| 2017 | 12 317   |
| 2018 | 12 141   |
| 2019 | 12 065   |
| 2020 | 12 035   |

## Kända Perlebergbor
Förbundskanslern Angela Merkel levde under några barndomsår i Perleberg. Till de mest berömda personer som fötts i staden hör operasångerskan Lotte Lehmann.
- Walter von Brockdorff-Ahlefeldt (1887–1943), infanterigeneral i Wehrmacht.
- Hubert Fichte (1935–1986), författare och etnograf, född i Perleberg.
- Lotte Lehmann, (1888–1976), tysk-amerikansk operasångerska, sopran.
- Anna von Palen (1875–1939), skådespelerska.
- Ernst Georg Sonnin (1713–1794), ingenjör och arkitekt.
- Christina Voss (född 1952), handbollsspelare.